# برادلي كلايد
برادلي كلايد (بالإنجليزية: Bradley Clyde)‏ هو لاعب دوري الرغبي أسترالي، ولد في 27 يناير 1970.